# آدالبرتو ماریا مرلی
آدالبرتو ماریا مرلی (انگلیسی: Adalberto Maria Merli؛ زادهٔ ۱۴ ژانویهٔ ۱۹۳۸) هنرپیشه و صداپیشه اهل ایتالیا است. از فیلم‌هایی که وی در آن نقش داشته‌است می‌توان به ترس بر فراز شهر، شام و به من میگن پاگنده اشاره کرد. ائوریدیجه آکسین دختر اوست.

## زندگی‌نامه
مرلی در رم متولد شد و اولین حضور چشمگیر خود را در مجموعه فلش سیاه شبکه رای داشت. پس از موفقیت‌های تلویزیونی آتی از طریق مجموعه‌های تلویزیونی اولین فیلم خود را در سال ۱۹۷۱ در فیلم درام به نام فن و آئین (۱۹۷۱) اثر میکلوش یانچو بازی کرد. مرلی همچنین در صنعت دوبله فعال است.

## فیلم‌شناسی
- ستارگان پائین را می‌نگردند (۱۹۷۱)
- اولین شب آرامش (۱۹۷۲)
- تعطیلات سیاه (۱۹۷۳)
- پاگنده (۱۹۷۳)
- محاکمه خلاصه (۱۹۷۴)
- ترس روی شهر(۱۹۷۵)
- داستان سری سیا (۱۹۷۵)
- شوپن (۱۹۸۲)
- صد روز در پالرمو (۱۹۸۴)
- ارکستر سرخ (۱۹۸۹)
- دولت مخفی (۱۹۹۵)